# Тревитик, Ричард
Ричард Тре́витик (англ. Richard Trevithick; 13 апреля 1771, Иллуган, Корнуэлл — 22 апреля 1833, Дартфорд, Кент) — британский изобретатель.

## Биография
Ричард Тревитик родился 13 апреля 1771 года в Иллугане (Корнуолл).
Получил среднее образование в Камборне, познания в области паровой техники приобрёл самообразованием, что позволило ему занять должность инженера в различных компаниях. Инициатор создания и применения стационарных машин, работающих при высоких давлениях (получил патент на «машину высокого давления» в 1800). Освоил на практике цилиндрические паровые (так называемые «корнваллийские») котлы (1815). С 1797 строил модели паровых повозок, а в 1801 начал строить оригиналы повозок, последняя из которых прошла успешные испытания в Корнуэлле и Лондоне (1802—1803).
В 1801 году построил первый в истории паровоз «Puffing Devil», затем в 1802 году паровоз «Coalbrookdale» для одноимённой угольной компании. За этим последовал дорожный паровой экипаж (см. Лондонская паровая карета) в 1801 году. Несмотря на провал этого эксперимента, в 1804 году он при помощи Дж. Стила, построил безымянный узкоколейный паровоз (позднее названный Пенидаррен («Pen-y-Darren») по названию места производства) для железной дороги в Мертир-Тидвил в южном Уэльсе. Этот локомотив использовал цилиндр высокого давления без конденсатора, с использованием отработанного пара для увеличения тяги в топке, тем самым ещё больше повышая эффективность механизма. Эти фундаментальные изобретения паровой машины остались неизменны до конца использования паровозов. При высоком интересе общественности он успешно перевёз 10 тонн железа, 5 вагонов и 70 человек на дистанцию в 15,69 км за 4 часа и 5 минут со средней скоростью 8 км/ч. Этот опыт доказал, что паровая тяга является перспективной идеей, хотя использование паровоза было быстро прекращено, поскольку он был слишком тяжёлым для примитивной пластинной дороги. Второй построенный локомотив для использования в угольной шахте также сломал пути.
Только в 1808 год Ричард Тревитик построил паровоз более совершенной конструкции, развивавший скорость до 30 км./ч; демонстрировал его в предместье Лондона. Паровоз получил название «Catch Me Who Can» («Поймай меня, кто сможет»). В целях пропаганды паровоза Тревитик построил за свой счёт кольцевую дорогу в парке, где «Поймай…» соревновался в скорости с лошадьми и перевозил людей ради развлечения. Но, не получив поддержки от крупных финансистов, Тревитик разорился (1811) и в 1816 уехал в Перу. После неудачного участия в испано-перуанской войне вернулся в Англию в 1827 году.
Ричард Тревитик умер 22 апреля 1833 года в Дартфорде (графство Кент) в полной нищете.

## Фотогалерея

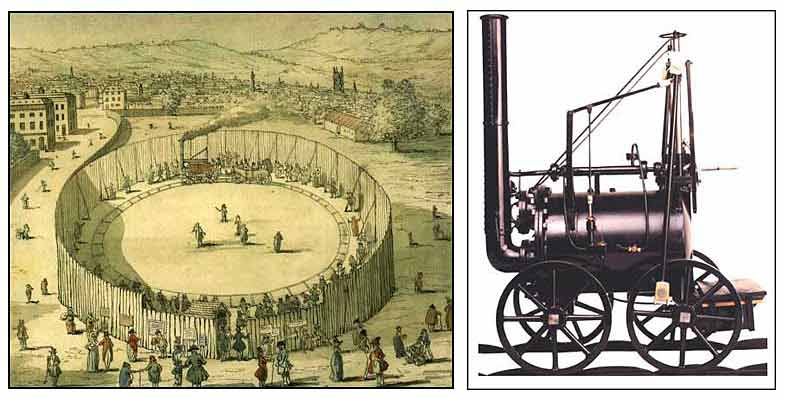
Паровоз Тревитика и кольцевая дорога-аттракцион для его демонстрации Слева — акварель Томаса Роулендсона.
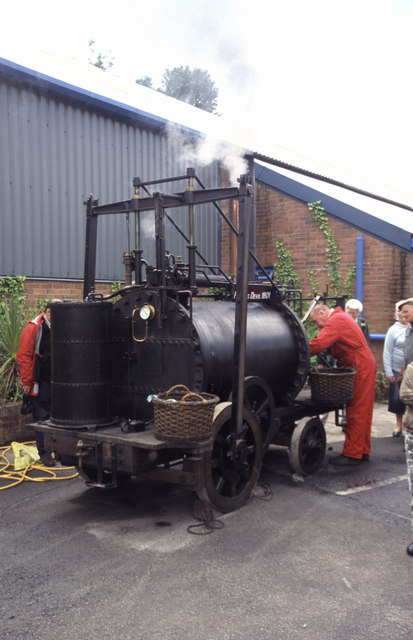
Реплика паровоза «Puffing Devil» 1803 года
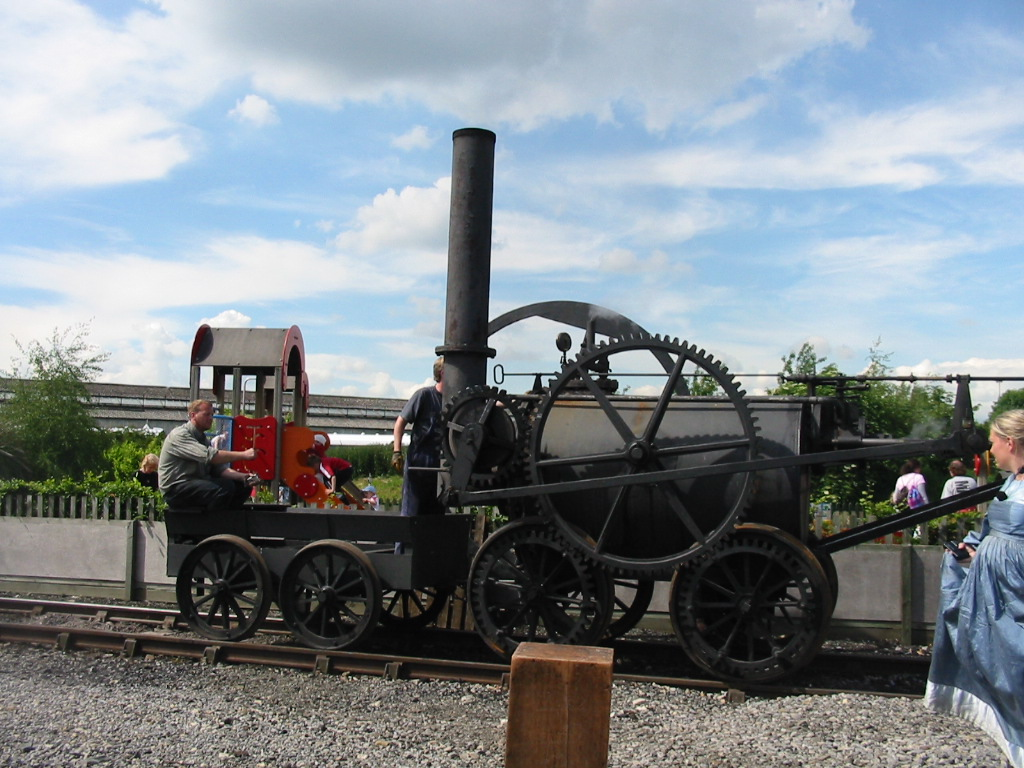
Паровоз «Pen-y-Darren»